# Chacarilla (gemeente)
Chacarilla is een gemeente (municipio) in de Boliviaanse provincie Gualberto Villarroel in het departement La Paz. De gemeente telt naar schatting 2.216 inwoners (2018). De hoofdplaats is Chacarilla.